# Besk mjölnavling
Besk mjölnavling (Pseudoomphalina pachyphylla) är en svampart som först beskrevs av Elias Fries, och fick sitt nu gällande namn av Knudsen 1992. Enligt Catalogue of Life ingår Besk mjölnavling i släktet Pseudoomphalina,  och familjen Tricholomataceae, men enligt Dyntaxa är tillhörigheten istället släktet Pseudoomphalina,  och familjen trådklubbor. Arten är reproducerande i Sverige. Inga underarter finns listade.